# Верес, Юзеф Николаевич
Юзеф Николаевич Верес (25.04.1922, Киевская область — 12.12.1995) — стрелок 796-го стрелкового полка, красноармеец — на момент представления к награждению орденом Славы 1-й степени.

## Биография
Родился 25 апреля 1922 года в селе Ставровка Иванковского района Киевской области. Поляк. В 1934 году окончил начальную школу. Работал бригадиром в сапожной мастерской.
В Красной Армии с июля 1941 года. На фронте в Великую Отечественную войну с ноября 1943 года. Воевал на 1-м Украинском фронте. В составе 796-го стрелкового полка 141-й стрелковой дивизии участвовал в боях на Лютежском плацдарме, освобождении правобережной Украины в ходе Житомирско-Бердичевской и Ровно-Луцкой операций. В конце февраля 1944 года 141-я стрелковая дивизия была передана из 60-й армии в 1-ю гвардейскую и вела наступление на направлении главного удара фронта в Проскуровско-Черновицкой операции, участвовала в окружении и разгроме 1-й танковой армии противника под Каменец-Подольском, освобождении города Станислав. В августе того же года включена в состав 4-го Украинского фронта и в сентябре пересекла границу Чехословакии.
Пулемётчик 796-го стрелкового полка красноармеец Верес в бою за высоту 479,0 в районе города Прешов 12 сентября 1944 года скрытно проник в расположение противника, противотанковыми гранатами уничтожил расчёт вражеской пулемётной точки, огнём автомата рассеял до взвода противников. При отражении вражеской атаки истребил восемь немецких солдат.
Приказом командира 141-й стрелковой дивизии от 30 сентября 1944 года за мужество, проявленное в боях с врагом, красноармеец Верес награждён орденом Славы 3-й степени.
В конце октября 1944 года дивизия вошла в состав 7-й гвардейской армии 2-го Украинского фронта и вела наступление в обход Будапешта с севера. В этих боях вновь отличился Ю. Н. Верес.
В декабре 1944 года, будучи разведчиком того же полка он установил наличие и размещение огневых точек врага, чем способствовал их уничтожению. При дальнейшем продвижении батальона через лес своевременно обнаружил и предупредил о наличии заслона противника. 8 декабря в районе города Нове Замки столкнулся с разведкой противника, в бою истребил свыше десяти и взял в плен троих противников.
Приказом по 7-й гвардейской армии от 24 января 1945 года красноармеец Верес награждён орденом Славы 2-й степени.
После уничтожения будапештской группировки противника 141-я стрелковая дивизия принимала участие в Братиславско-Брновской операции.
Стрелок того же полка красноармеец Верес в бою за село Лок 26 марта 1945 года одним из первых достиг траншеи противника и уничтожил в рукопашной схватке несколько солдат. 29 марта 1945 года при освобождении населённого пункта Цалай-Чало пленил двух противников.
Указом Президиума Верховного Совета СССР от 15 мая 1946 года за мужество, отвагу и героизм, проявленные в борьбе с захватчиками, красноармеец Верес Юзеф Николаевич награждён орденом Славы 1-й степени.
Войну закончил в Чехословакии. В 1947 году старшина Верес демобилизован. Вернулся на родину. Работал заместителем председателя колхоза «Украина», затем завхозом. Жил в селе Ставровка. Член КПСС с 1973 года.
Награждён орденами Отечественной войны 1-й степени, Славы 1-й, 2-й и 3-й степени, медалями.
Умер 12 декабря 1995 года.